# Gerth Geisler
Haab Gerth Sakæus Geisler (* 2. November 1882 in Attu; † 24. November 1934 in Imerissoq) war ein grönländischer Kaufmann und Landesrat.

## Leben
Gerth Geisler war der Sohn des Oberkatecheten Jakob Niels Nikolaj Geisler und seiner zweiten Frau Else Margrethe Augustine Cecilie. Er war als Udstedsverwalter in seinem Heimatort tätig. Dort wurde er 1923 in den nordgrönländischen Landesrat gewählt. Mit Ausnahme der ersten Sitzung 1927 saß er auch in der folgenden Legislaturperiode bis 1932 im Landesrat. Später war er Udstedsverwalter in Imerissoq, wo er 1934 im Alter von 52 Jahren an Tuberkulose starb.